# Early Sunday Morning
Early Sunday Morning (pt: "Domingo de Manhã") é uma pintura de 1930 do pintor realista americano Edward Hopper. É uma das suas mais conhecidas pinturas. É actualmente posse do Whitney Museum of American Art em Nova Iorque, comprada com fundos de Gertrude Vanderbilt Whitney, fundadora do museu.

## Sobre a Pintura
Early Sunday Morning foi adquirida pelo Museu Whitney, poucos meses depois da sua conclusão, a primeira pintura de Edward Hopper a entrar na colecção permanente do museu. É considerada ainda como uma das obras mais evocativas do pintor, um paradigma do isolamento solene com a qual ele introduzia vistas da sua cidade e da forma de que ele destilada, em vez de recordar, os seus súbditos. Em Early Sunday Morning ele copiou uma linha real de edifícios na Sétima Avenida em Nova Iorque (o trabalho foi originalmente intitulado "Seventh Avenue Shops"). Mas Hopper quis antes generalizar o local, evitando o tipo de detalhes típicos, usados por contemporâneos como Reginald Marsh. Os símbolos e letras das montras das lojas, por exemplo, são visíveis, mas ilegíveis.
Embora as pessoas estão longe de serem vistas, a presença humana está em toda parte. Na sequência das janelas do segundo andar, idênticas em tamanho, mas cada abertura a ser tratada de forma diferente, como se reflectisse a individualidade do seu ocupante. Hopper inicialmente tinha pintado uma figura em cada uma dessas janelas, mas depois desistiu.
Para criar um jogo dramático de luz e sombra, Hopper tomou liberdades maiores, com a configuração original. A longa sombra no topo do edifício e as faixas escuras em toda a calçada sugerem uma situação impossível para o sol nesta avenida de sentido Norte-Sul. A variedade de iluminação na linha plana, frente aos prédios é mais teatral do que real. Na verdade, estas fachadas da Sétima Avenida fazem recordar um cenário de teatro, desenhado por Jo Mielziner, para o "Elmer Rice Street Scene", uma peça de teatro que ele e a sua esposa tinham visto no ano anterior.
Early Sunday Morning pode facilmente ser visto como uma sucessão de verticais e horizontais e um friso de sombra e luz em contraste.